# Jerzy Stanuch
Jerzy Zbigniew Stanuch (ur. 17 maja 1953 w Nowym Sączu) – polski kajakarz górski, trener, olimpijczyk z Monachium 1972.
Podczas kariery sportowej w latach 1967–1987 reprezentował kluby: Start Nowy Sącz, Dunajec Nowy Sącz oraz AZS Wrocław.
W latach 1973–1976 zdobywał tytuł mistrza Polski w konkurencji K-1 slalom oraz K-1 × 3 slalom.
Uczestnik i medalista mistrzostw świata w:
- 1971 roku – 4. miejsce w konkurencji K-1 × 3 slalom
- 1973 roku – 2. miejsce w konkurencji K-1 × 3 slalom (partnerami byli: Wojciech Gawroński, Stanisław Majerczak)
- 1975 roku – 2. miejsce w konkurencji K-1 × 3 slalom (partnerami byli: Wojciech Gawroński, Stanisław Majerczak)
- 1977 roku – 4. miejsce w konkurencji K-1 slalom
- 1977 roku – 3. miejsce w konkurencji K-1 × 3 slalom (partnerami byli: Wojciech Gawroński, Henryk Popiela)

Na igrzyskach olimpijskich w roku 1972 w Monachium wystartował w konkurencji K-1 slalom zajmując 14. miejsce.
Ojciec olimpijki Agnieszki Stanuch.